# 我孫子站 (千葉縣)

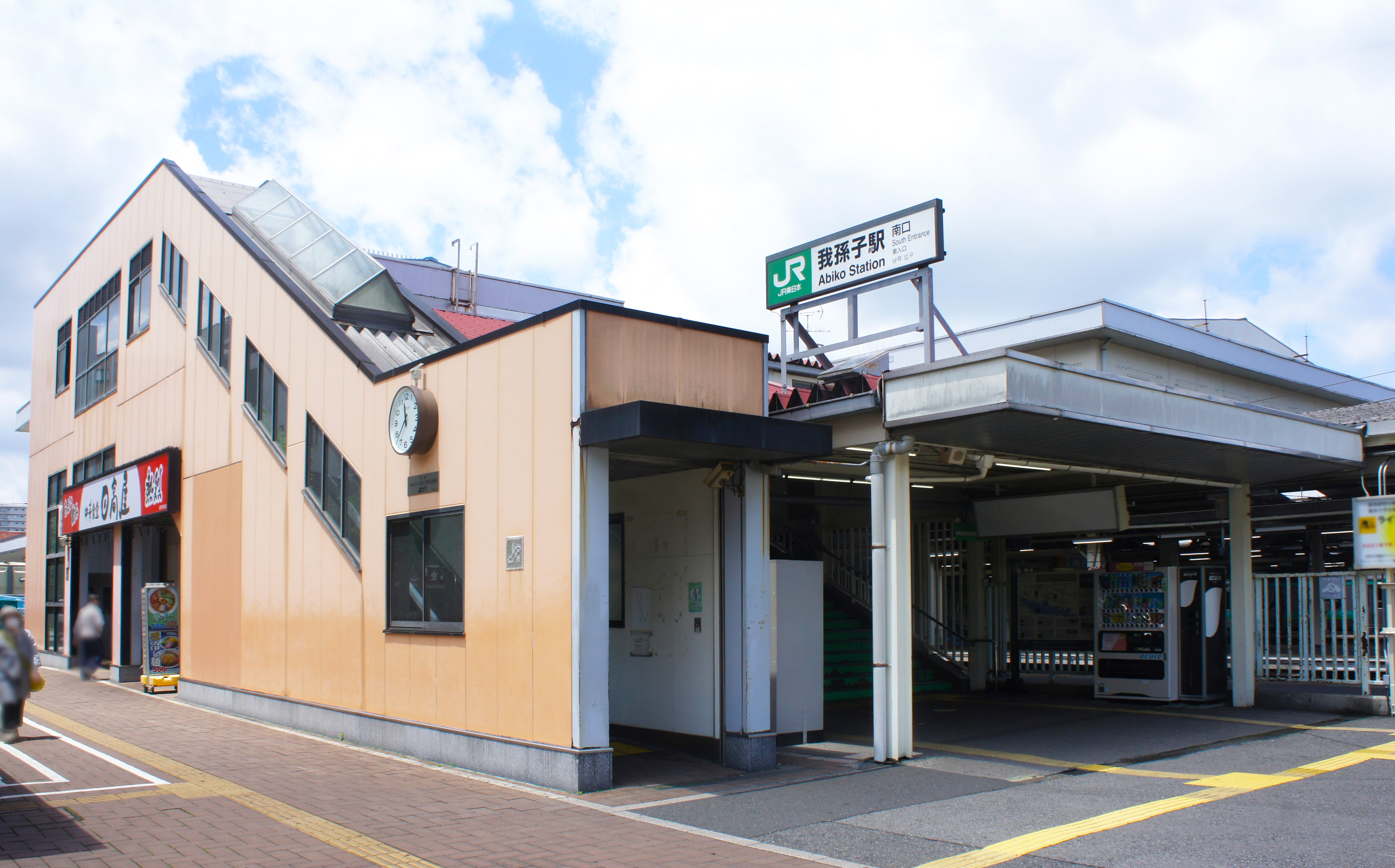
南口（2021年5月）

我孫子站（日语：／ Abiko eki */?）是位於日本千葉縣我孫子市本町二丁目，屬於東日本旅客鐵道（JR東日本）的鐵路車站。

## 停靠路線
此站有常磐線與成田線（我孫子支線）2條路線停靠，當中常磐線是此站的所屬線。有行走常磐線快速線的中距離電車與常磐線快速電車，以及行走緩行線的常磐線各站停車停靠。常磐線快速電車的一部分直通運行至成田線我孫子支線。快速與各站停車的車站編號分別是「JJ 08」和「JL 30」。

## 構造
JR東日本站區位於地面，站房是跨站式站房設計。月台採島式月台3面6線及側式月台配置，其中2號月台和4號月台間有一不設月台的軌道，因此跳過3號。

### 月台配置
- 1－5號月台全日有站員駐守，負責對乘客作廣播及通知列車長關門。
- 8號月台是唯一的側式月台，月台上沒有班次顯示板（只設於通道上）。
- 月台使用情況
  - 1、5號月台為快速線上下行主本線，不可前往成田線。
  - 2、4號月台一般供以本站為起點、待避優等列車或直通成田線的班次使用。
  - 3號線不設月台，一般供回送至取手的列車及成田線臨時列車使用。
  - 緩行線平日日間以本站為終點站，一般只使用6、7號月台。8號月台只在早晚繁忙時間使用，其他時間則不會使用。
    - 往取手的班次（包括平日2班以本站為起點班次）使用6號月台，平日1班以本站為起點往取手的班次使用7號月台

| 月台    | 路線               | 方向 | 目的地                                             | 備註                            |
| ------- | ------------------ | ---- | -------------------------------------------------- | ------------------------------- |
| 1、2    | 常磐線（快速）     | 下行 | 天王台、取手、土浦、水戶、磐城方向                 | 2號月台為始發、待避             |
| 2、4    | ■成田線            | -    | 湖北、木下、成田方向                               | 4號月台部分                     |
| 2、4、5 | 常磐線（快速）     | 上行 | 柏、松戶、上野、東京、品川方向 （上野東京線）      | 4號月台為始發、待避、直通成田線 |
| 6、7    | 常磐線（各站停車） | 下行 | 天王台、取手方向                                   | 只限早上和晚上。                |
| 6、7、8 | 常磐線（各站停車） | 上行 | 柏、新松戶、北千住、代代木上原、伊勢原、唐木田方向 | 8號月台只限早上和晚上。         |

（來源：JR東日本:車站構內圖 （页面存档备份，存于））

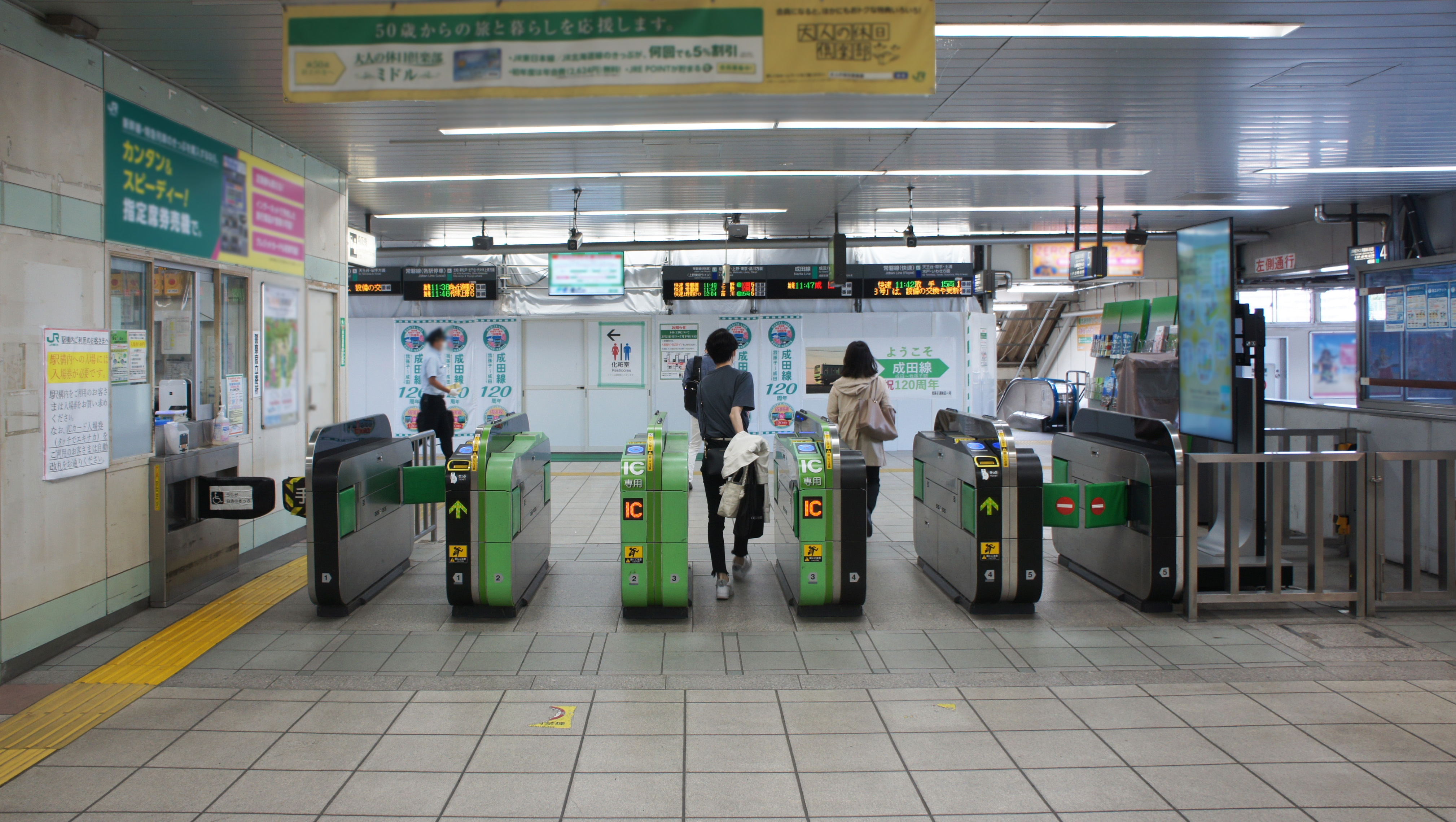
閘口（2021年5月）
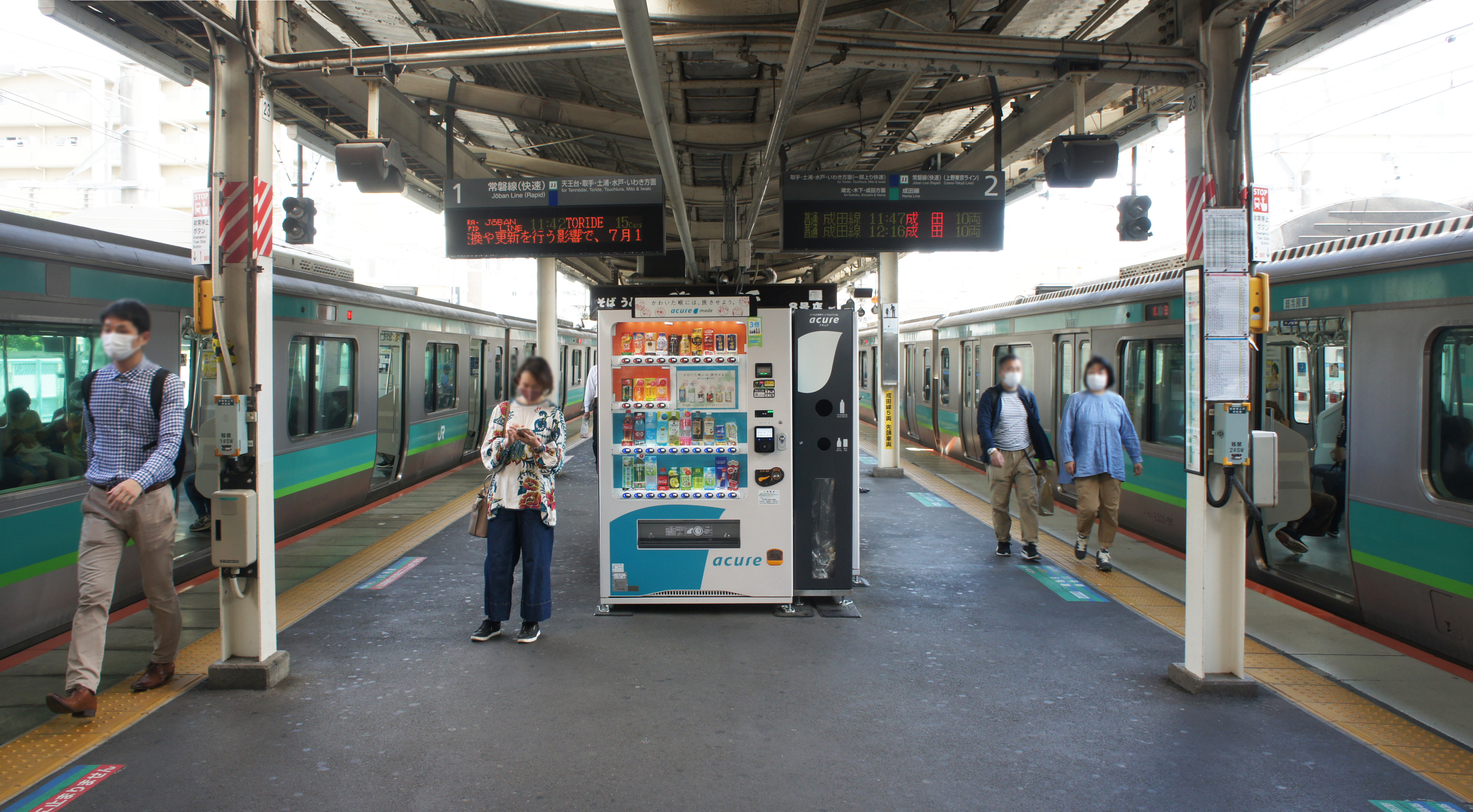
1、2號月台（2021年5月）
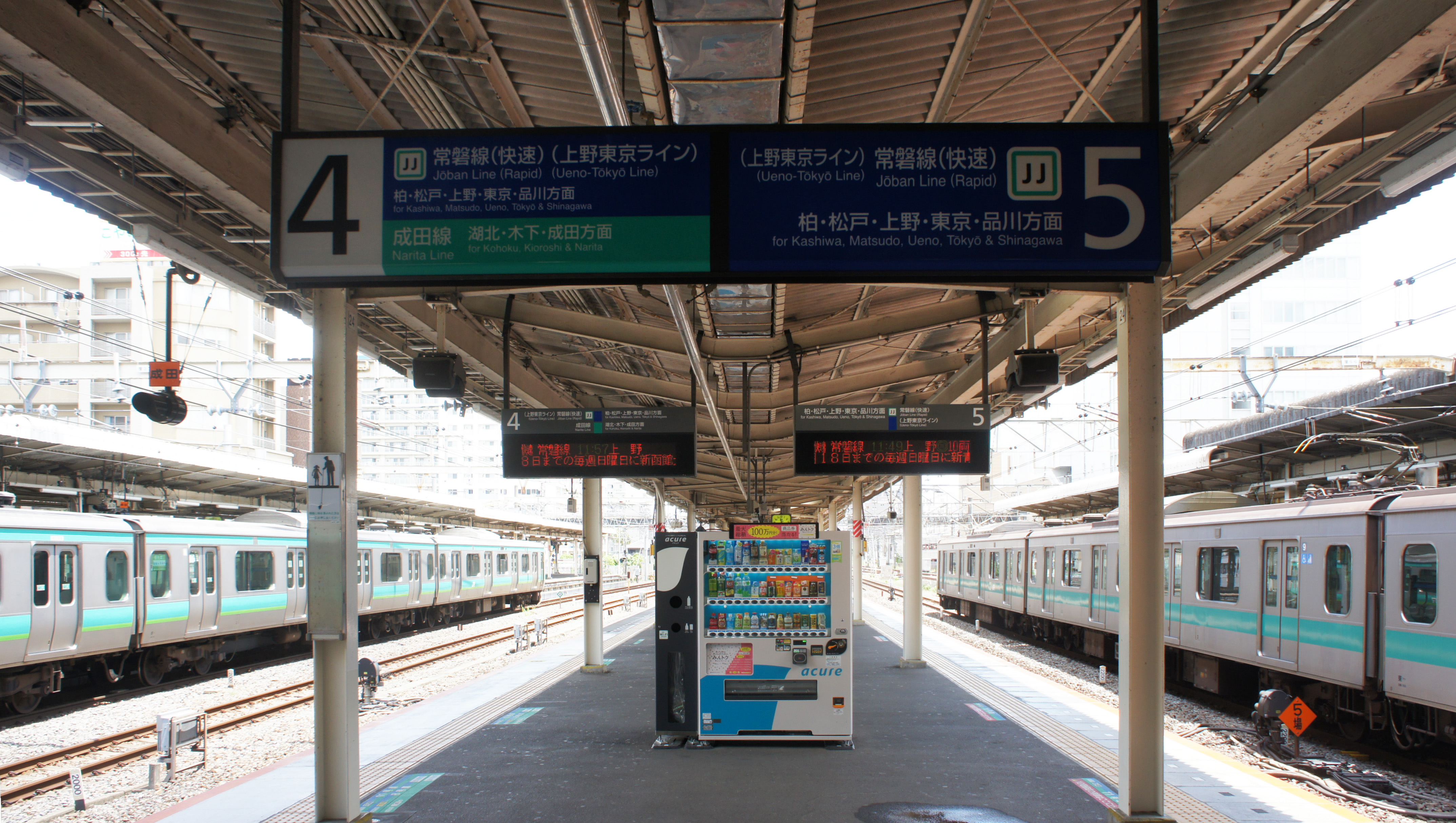
4、5號月台（2021年5月）
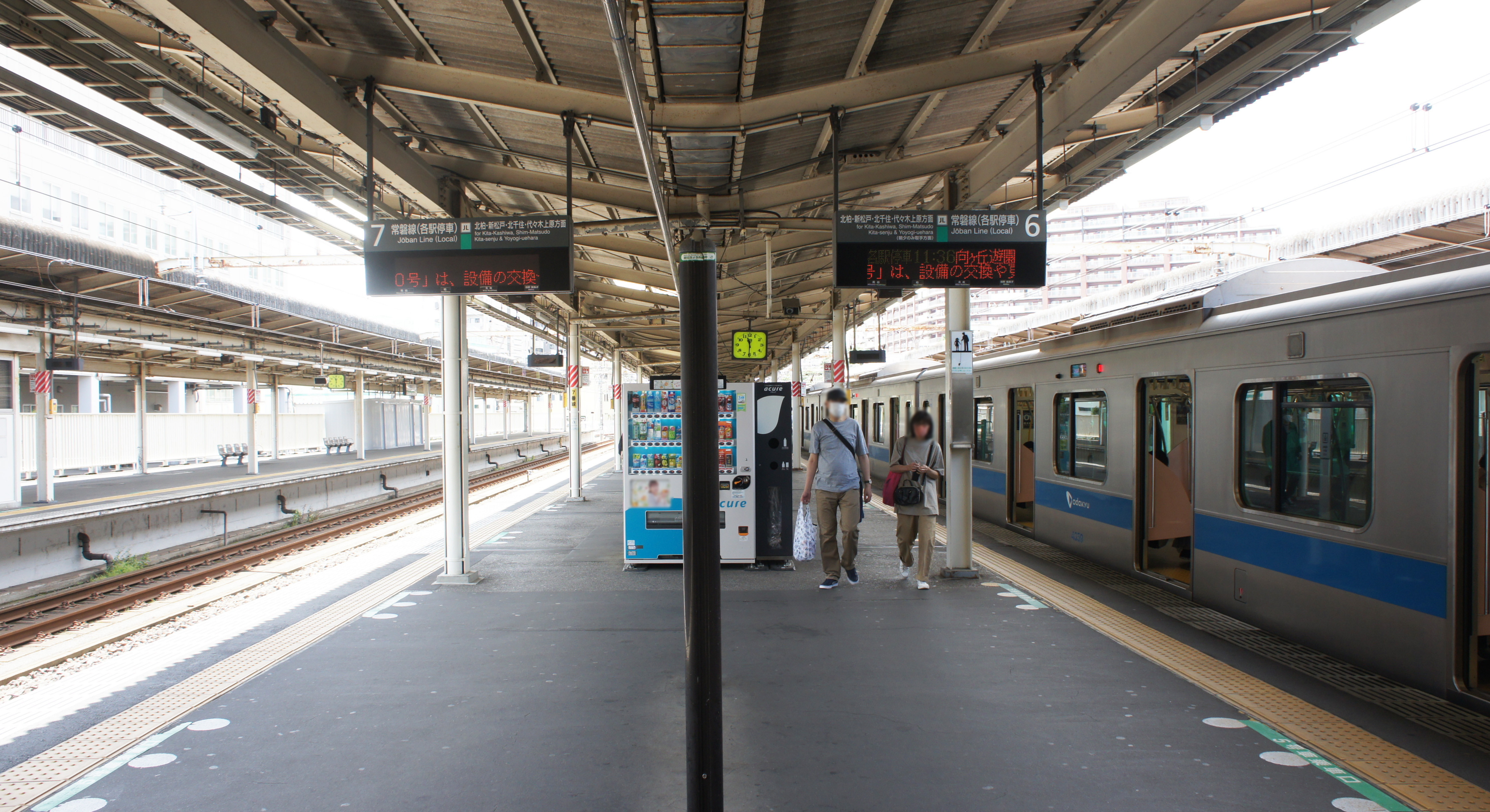
6、7號月台（2021年5月）
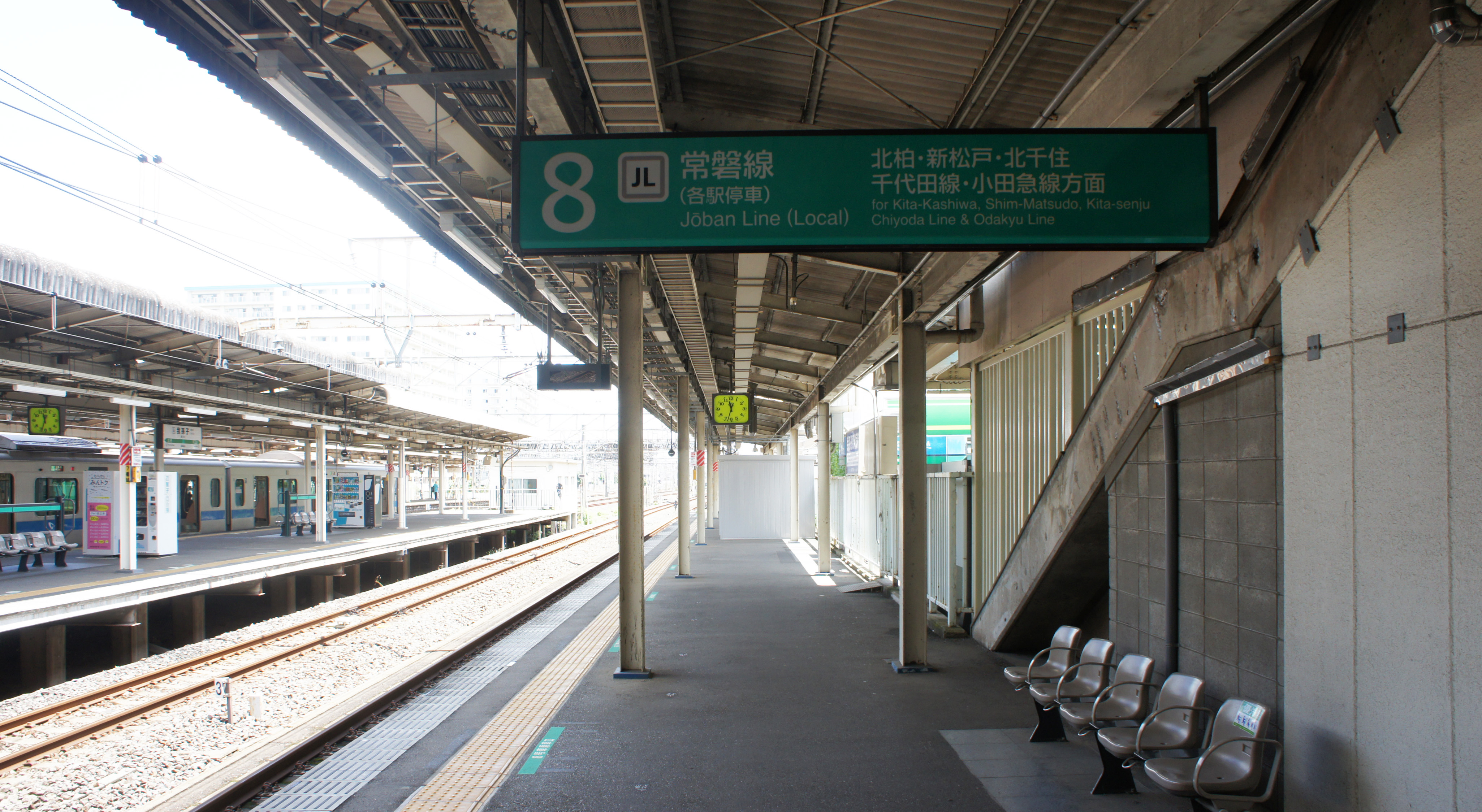
8號月台（2021年5月）

## 利用狀況
2019年（令和元年）度的1日平均上車人次為31,590人。
根據JR東日本與千葉縣統計年鑑，1日的平均上車人次的推移如下表。
| 年度               | 1日平均 上車人次 | 來源     |
| ------------------ | ---------------- | -------- |
| 1990年（平成02年） | 29,622           | [ * 1 ]  |
| 1991年（平成03年） | 30,629           | [ * 2 ]  |
| 1992年（平成04年） | 30,972           | [ * 3 ]  |
| 1993年（平成05年） | 31,496           | [ * 4 ]  |
| 1994年（平成06年） | 32,260           | [ * 5 ]  |
| 1995年（平成07年） | 32,420           | [ * 6 ]  |
| 1996年（平成08年） | 32,599           | [ * 7 ]  |
| 1997年（平成09年） | 32,079           | [ * 8 ]  |
| 1998年（平成10年） | 31,503           | [ * 9 ]  |
| 1999年（平成11年） | 30,731           | [ * 10 ] |
| 2000年（平成12年） | 30,479           | [ * 11 ] |
| 2001年（平成13年） | 30,767           | [ * 12 ] |
| 2002年（平成14年） | 30,514           | [ * 13 ] |
| 2003年（平成15年） | 30,125           | [ * 14 ] |
| 2004年（平成16年） | 30,088           | [ * 15 ] |
| 2005年（平成17年） | 29,688           | [ * 16 ] |
| 2006年（平成18年） | 29,828           | [ * 17 ] |
| 2007年（平成19年） | 30,881           | [ * 18 ] |
| 2008年（平成20年） | 31,387           | [ * 19 ] |
| 2009年（平成21年） | 30,995           | [ * 20 ] |
| 2010年（平成22年） | 30,425           | [ * 21 ] |
| 2011年（平成23年） | 29,989           | [ * 22 ] |
| 2012年（平成24年） | 29,925           | [ * 23 ] |
| 2013年（平成25年） | 30,289           | [ * 24 ] |
| 2014年（平成26年） | 29,872           | [ * 25 ] |
| 2015年（平成27年） | 30,345           | [ * 26 ] |
| 2016年（平成28年） | 30,866           | [ * 27 ] |
| 2017年（平成29年） | 31,172           | [ * 28 ] |
| 2018年（平成30年） | 31,584           |          |
| 2019年（令和元年） | 31,590           |          |

## 周邊
- 松戶車輛中心我孫子派出所－常磐線快速及各站停車列車停泊處（本站至天王台站間）
- 手賀沼
- 國道356號

## 歷史
- 1896年（明治29年）12月25日－日本鐵道我孫子站開業，兼營客貨運業務。
- 1901年（明治34年）4月1日－成田鐵道（初代）開始經本站直通運行。
- 1906年（明治39年）11月1日－日本鐡道被國有化，本站由日本國有鐵道（日本國鐵）接手經營。
- 1920年（大正9年）9月1日－成田鐵道被國有化。
- 1971年（昭和46年）4月1日－改建站房為跨站式站房。
- 1974年（昭和49年）10月1日－停辦貨運業務。
- 1987年（昭和62年）4月1日 - 國鐵分割民營化，本站由JR東日本接手經營。
- 2001年（平成13年）11月18日－智能卡系統Suica啟用。

## 相鄰車站
東日本旅客鐵道
 常磐線（快速）
- 臨時特急「舞孃」始發站

■特別快速
通過
■快速
柏（JJ 07）－我孫子（JJ 08）－天王台（JJ 09）
 常磐線（各站停車）
北柏（JL 29）－我孫子（JL 30）－天王台（JL 31）
■成田線（我孫子支線）（常磐線快速有直通上野方向）
我孫子－東我孫子

### 使用情況
1. ↑  千葉県統計年鑑 （页面存档备份，存于） - 千葉県
2. ↑  我孫子市の統計 （页面存档备份，存于） - 我孫子市

JR東日本2000年度以後上車人次
1. ↑  各駅の乗車人員（2000年度） （页面存档备份，存于） - JR東日本
2. ↑  各駅の乗車人員（2001年度） （页面存档备份，存于） - JR東日本
3. ↑  各駅の乗車人員（2002年度） （页面存档备份，存于） - JR東日本
4. ↑  各駅の乗車人員（2003年度） （页面存档备份，存于） - JR東日本
5. ↑  各駅の乗車人員（2004年度） （页面存档备份，存于） - JR東日本
6. ↑  各駅の乗車人員（2005年度） （页面存档备份，存于） - JR東日本
7. ↑  各駅の乗車人員（2006年度） （页面存档备份，存于） - JR東日本
8. ↑  各駅の乗車人員（2007年度） （页面存档备份，存于） - JR東日本
9. ↑  各駅の乗車人員（2008年度） （页面存档备份，存于） - JR東日本
10. ↑  各駅の乗車人員（2009年度） （页面存档备份，存于） - JR東日本
11. ↑  各駅の乗車人員（2010年度） （页面存档备份，存于） - JR東日本
12. ↑  各駅の乗車人員（2011年度） （页面存档备份，存于） - JR東日本
13. ↑  各駅の乗車人員（2012年度） （页面存档备份，存于） - JR東日本
14. ↑  各駅の乗車人員（2013年度） （页面存档备份，存于） - JR東日本
15. ↑  各駅の乗車人員（2014年度） （页面存档备份，存于） - JR東日本
16. ↑  各駅の乗車人員（2015年度） （页面存档备份，存于） - JR東日本
17. ↑  各駅の乗車人員（2016年度） （页面存档备份，存于） - JR東日本
18. ↑  各駅の乗車人員（2017年度） （页面存档备份，存于） - JR東日本
19. ↑  各駅の乗車人員（2018年度） （页面存档备份，存于） - JR東日本
20. ↑  各駅の乗車人員（2019年度） （页面存档备份，存于） - JR東日本

千葉縣統計年鑑
1. ↑  .   [2020-07-27]. （原始内容存档于2020-01-08）.
2. ↑  .   [2020-07-27]. （原始内容存档于2020-01-08）.
3. ↑  .   [2020-07-27]. （原始内容存档于2020-01-08）.
4. ↑  .   [2020-07-27]. （原始内容存档于2020-01-08）.
5. ↑  .   [2020-07-27]. （原始内容存档于2020-01-08）.
6. ↑  .   [2020-07-27]. （原始内容存档于2020-01-08）.
7. ↑  .   [2020-07-27]. （原始内容存档于2020-01-08）.
8. ↑  .   [2020-07-27]. （原始内容存档于2020-01-08）.
9. ↑  .   [2020-07-27]. （原始内容存档于2020-01-08）.
10. ↑  .   [2020-07-27]. （原始内容存档于2017-09-30）.
11. ↑  .   [2020-07-27]. （原始内容存档于2017-09-30）.
12. ↑  .   [2020-07-27]. （原始内容存档于2017-09-30）.
13. ↑  .   [2020-07-27]. （原始内容存档于2017-09-30）.
14. ↑  .   [2020-07-27]. （原始内容存档于2017-09-30）.
15. ↑  .   [2020-07-27]. （原始内容存档于2017-09-30）.
16. ↑  .   [2020-07-27]. （原始内容存档于2020-01-08）.
17. ↑  .   [2020-07-27]. （原始内容存档于2020-01-08）.
18. ↑  .   [2020-07-27]. （原始内容存档于2020-01-08）.
19. ↑  .   [2020-07-27]. （原始内容存档于2017-08-30）.
20. ↑  .   [2020-07-27]. （原始内容存档于2017-08-30）.
21. ↑  .   [2020-07-27]. （原始内容存档于2017-08-30）.
22. ↑  .   [2020-07-27]. （原始内容存档于2017-08-30）.
23. ↑  .   [2020-07-27]. （原始内容存档于2017-08-30）.
24. ↑  .   [2020-07-27]. （原始内容存档于2017-08-11）.
25. ↑  .   [2020-07-27]. （原始内容存档于2017-08-11）.
26. ↑  .   [2020-07-27]. （原始内容存档于2017-08-11）.
27. ↑  .   [2020-07-27]. （原始内容存档于2020-04-24）.
28. ↑  .   [2020-07-27]. （原始内容存档于2020-04-24）.

## 外部連結
- 車站資訊（我孫子）：東日本旅客鐵道（日語）

35°52′20.8″N 140°0′39″E / 35.872444°N 140.01083°E